# Biblioteca Pública Estadual Luiz de Bessa
A Biblioteca Pública Estadual de Minas Gerais (BPEMG) é a principal biblioteca pública de Belo Horizonte, e a biblioteca modelo do estado de Minas Gerais. É popularmente chamada de "Biblioteca da Praça da Liberdade", por estar do lado da praça.
Foi criada pela Lei nº 1.087, de 02/06/1954 pelo então Governador Juscelino Kubitschek visando a democratização do acesso à informação, à literatura e à leitura. Atua como uma referência para as demais bibliotecas públicas mineiras e como um centro de preservação da memória bibliográfica . Hoje integra o maior complexo cultural do país – o Circuito Liberdade e é considerada uma das principais bibliotecas do país.  
A instituição passa, neste momento, por processos de modernização de infraestrutura física, tendo como base o projeto original de Oscar Niemeyer.   

## Edificações e Serviços
Seu prédio Sede "Luiz de Bessa" está localizado à Praça da Liberdade, nº21. O edifício teve o projeto inicial feito pelo arquiteto Oscar Niemeyer, foi inaugurado somente em 1961, contudo nunca foi totalmente concluído.  
O espaço possui 5.699 m², divididos em quatro andares que abrigam os setores de Restauro, Seleção, Carro-Biblioteca, Caixa-Estante, Infantojuvenil, Coleções Especiais, Braille, Hemeroteca Histórica, além de setores administrativos.  Na sede estão, também, o Sistema Estadual de Bibliotecas Públicas Municipais e Comunitárias, o Suplemento Literário, os teatros de Arena e José Aparecido Oliveira e a Galeria de Arte Paulo Campos Guimarães. 
Em 2000, como forma de ampliar o espaço util da BPEMG o antigo anexo da Secretária da Fazenda, localizado na rua da Bahia, foi amplamente reformado e cedido a instituição, visando expandir seus serviços e acervos e proporcionar melhores acomodações aos seus usuários, foi acrescido o prédio Anexo "Professor Francisco Iglésias", situado à Rua da Bahia, 1889.
O Anexo possui três andares distribuídos numa área de 3.622 m² onde funcionam os setores de Empréstimos, Referência e Estudos, além do Espaço Geek e das salas de internet, de cursos para realização de oficinas e palestras, estudos individuais e, ainda, a Passarela Cultural, ambiente de exposições visuais.  

## Acervo

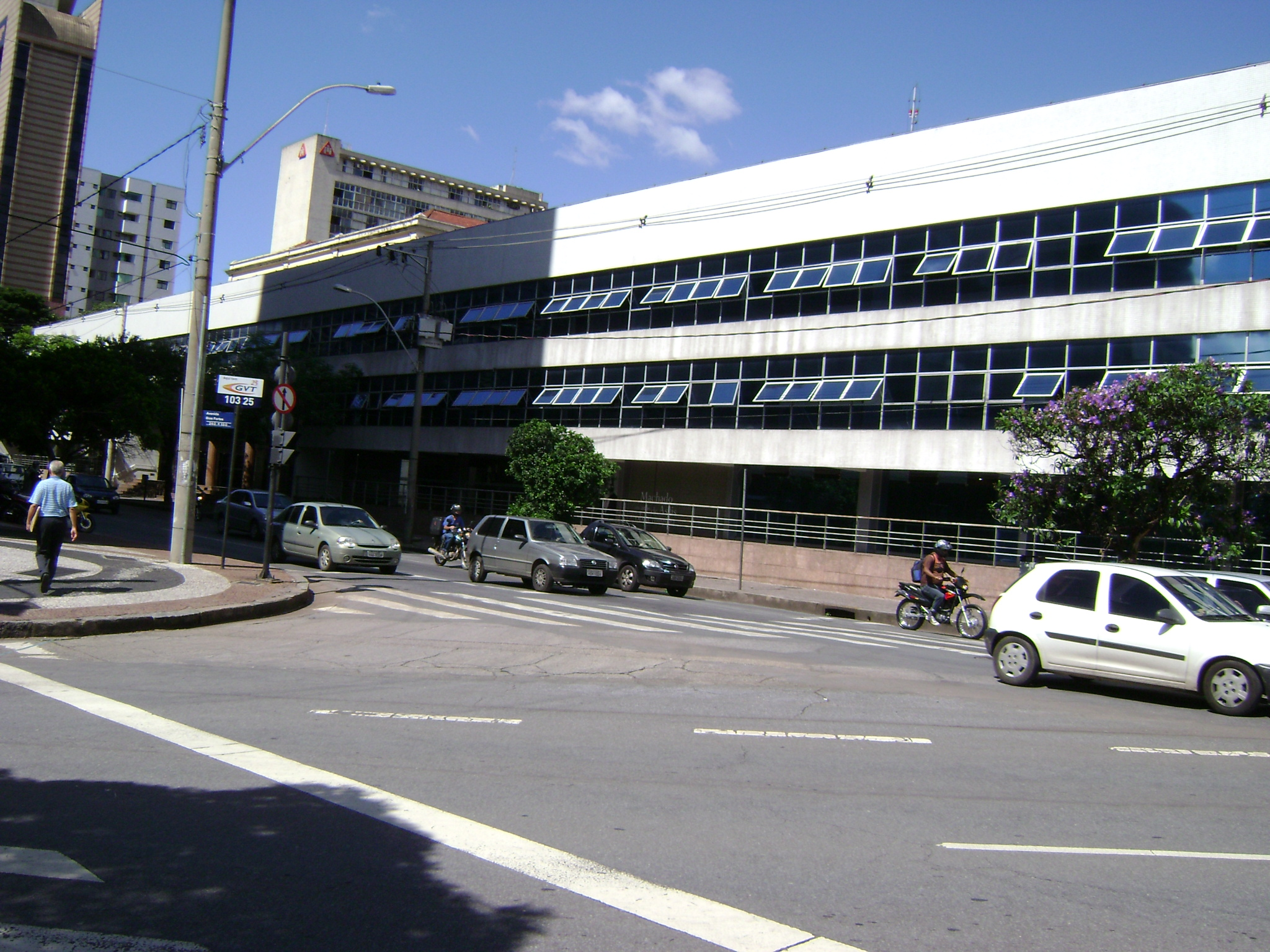
Anexo da Biblioteca

Seu acervo é constituído por cerca de 570.000 itens, disponíveis entre livros, revistas e jornais correntes,  além de um valioso acervo de jornais (1.200 títulos) e revistas (600 títulos)  históricos, em grande parte digitalizados, sendo que muito destes registram a história de Minas Gerais desde 1825.
O acervo também reúne obras representativas da produção intelectual brasileira e estrangeira, tanto informativa, como literária; coleção de autores mineiros de todas as épocas; bem como uma coleção infantojuvenil; obras raras e especiais de reconhecida importância; livros sobre artes e um conjunto de obras em braille e audiolivros.
Com mais de meio século de história a Biblioteca Pública Estadual de Minas Gerais é referência para as bibliotecas públicas e comunitárias dos 853 municípios  mineiros e reconhecida como importante patrimônio cultural de Minas Gerais.  
A consulta ao acervo pode ser realizada CLICANDO AQUI.

## Atividades Culturais

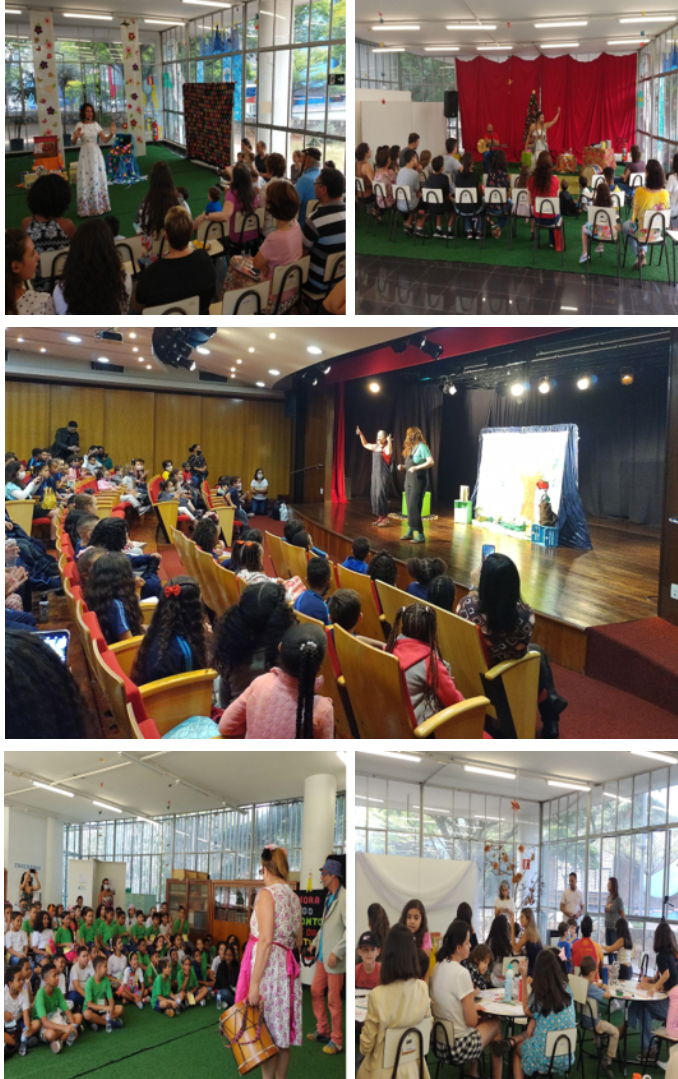
Atividades Culturais

A Biblioteca Pública Estadual de Minas Gerais recebe quase 400.000 pessoas por ano, entre crianças, jovens, adultos, estudiosos de várias áreas e pessoas com deficiência visual.  
Além de empréstimo domiciliar e consultas ao acervo, ela oferece espaços variados ao usuário, como as salas de estudos e de pesquisas via internet, sala de cursos, teatro de arena, galerias de artes, além de um teatro com moderno suporte tecnológico, com capacidade para 192 pessoas e com intensa programação cultural. 
Além disso, a Biblioteca Pública Estadual de Minas Gerais desenvolve programas e ações de mediação e incentivo à leitura, através de atividades como:  "Aula na Biblioteca", "Em Destaque", "Hora do Conto e da Leitura", "Tempo pra Ler", bem como cursos, palestras, oficinas, visitas mediadas, exposições de artes visuais e literárias.     
A BPEMG ainda mantém serviços de extensão e regionalização , através do atendimento a bairros da região metropolina de Belo Horizonte, levando informação e cultura, serviço realizado pelo Carro-Biblioteca, além de atender  a 15 diferentes instituições, através do serviço das Caixas-Estantes.  

## Programa Educativo
Crianças e adolescentes das redes pública e particular de ensino, de projetos sociais e demais interessados em conhecer o espaço, podem participar de atividades de incentivo à leitura e de inclusão e acessibilidade.Todas as visitas realizadas pelo Programa Educativo são gratuitas e são realizadas mediante agendamento.

## Sistema Estadual de Bibliotecas Públicas e Comunitárias (SEBPMG)
A ação regionalizada do SEBPMG começou com a criação da Biblioteca Pública Estadual em 1954, quando o Governador Juscelino Kubitschek determinou que a nova biblioteca oferecesse assistência técnica a municípios do interior para que neles fossem criadas salas públicas de leitura. Nas décadas seguintes, novas ações, cursos e encontros foram promovidos e, atualmente, estenderam-se para as bibliotecas comunitárias. Seu objetivo é planejar e executar projetos e programas que promovam a ampliação do serviço bibliotecário à população dos municípios do Estado, visando a democratizar o acesso à informação e à leitura.

## Gestão
A BPEMG é mantida pelo Governo de Minas, por intermédio da Secretaria de Estado de Cultura e Turismo, da Superintendência de Bibliotecas, Museus e Economia da Criatividade e da Diretoria do Livro, Leitura, Literatura e Bibliotecas.  